# Aleochara curtula
Espèce
Répartition géographique
Aleochara curtula est une espèce de petits insectes coléoptères de la famille des Staphylinidae. 

## Répartition
L'espèce Aleochara curtula est présente sur l'ensemble de l'écozone paléarctique ainsi qu'en néarctique où elle a été introduite,.

## Classification
Le nom valide complet (avec auteur) de ce taxon est Aleochara curtula (Goeze, 1777).
L'espèce a été initialement classée dans le genre Staphylinus sous le protonyme Staphylinus curtulus Goeze, 1777.
Aleochara curtula a pour synonymes :
- Aleochara brevicornis Heer, 1839
- Aleochara brevis Heer, 1839
- Aleochara discoidea Sharp, 1874
- Aleochara discordia Duvivier, 1883
- Aleochara puncticeps C.G.Thomson, 1860
- Aleochara unicolor Dalla Torre, 1879
- Staphylinus brachypterus Geoffroy, 1785
- Staphylinus curtulus Goeze, 1777
- Staphylinus limbatus Fabricius, 1801